# Dinaldinho
Dinaldo Medeiros Wanderley Filho, mais conhecido como Dinaldinho ou Dinaldo Filho (Patos, 15 de maio de 1977), é um médico é um político brasileiro, que exerceu o cargo de deputado estadual pela Paraíba (tendo sido membro da Comissão de Desenvolvimento, Turismo e Meio Ambiente da Assembleia Legislativa da Paraíba).
Exerceu ainda, o cargo de prefeito do município de Patos em 1º de janeiro de 2017 até 14 de agosto de 2018, quando foi afastado do cargo por determinação da justiça. 
É filho dos ex-deputados Dinaldo Wanderley e Edina Guedes Wanderley. 

## Biografia
Depois de terminar o ensino fundamental em Patos, viaja para João Pessoa, indo cursar o ensino médio. Nesse período, adentra nos movimentos estudantis dos colégios Pio X e PHD. Faz vestibular para Farmácia na UFPB e Medicina na UFRR. Apesar da distância dos amigos e familiares, toma a decisão de buscar a realização do sonho de ser médico e vai residir em Roraima. Envolvido nos debates acadêmicos e estudantis, se mostrava cada vez mais um líder, vindo a se tornar presidente do DA (Diretório Acadêmico), secretário do DCE e membro do CUNE.[carece de fontes?]
Logo depois de um ano em Roraima, obtém uma bolsa de estudo pelo trabalho publicado sobre “Doenças Causadas por Vetores” em parceria com a Professora Cubana Dra. Mariola Garcia, na revista Incipex (Revista de Iniciação Científica e Pesquisa) para a Universidade do Grande Rio e regressa ao Nordeste, onde conclui o curso de Medicina.[carece de fontes?]
Especializa-se e resolve fazer residência médica no Itorn (Instituto de Traumatologia e Ortopedia do Rio Grande do Norte), residência médica pela SBOT/MEC e após terminar retorna a Patos. Seu primeiro trabalho como médico no interior da Paraíba foi no Hospital Regional de Patos. No Alto Sertão, trabalhou no Hospital Regional de Sousa (através de concurso). Também teve atuação em outros municípios do Sertão e Alto Sertão paraibano, a exemplo de Catolé do Rocha, onde tem uma clínica.[carece de fontes?]

### Campanhas eleitorais
- Foi eleito deputado estadual da Paraíba, em 2014, com 38.963 votos (1.94%) pela coligação A VONTADE DO POVO II (PSDB / PEN / PP / PR / PTB).[3][4][5]

- Foi candidato a prefeito de Patos (através do DEM) nas eleições de 2012, pela coligação Por uma Patos Melhor (PP / PDT / PSL / PTN / PPS / DEM / PSDC / PRTB / PTC / PSB / PV / PRP / PSDB / PSD), obtendo 23.389 votos (não foi eleito).[3][4][5]

- Em 2016, disputou novamente a eleição para prefeito no município de Patos, obtendo 26.846 votos (51.94%) e derrotando o seu oponente Nabor Wanderley, que teve 21.740 votos (42.04%).[6] Assumiu o cargo em 1º de janeiro de 2017.[7]

## Processos
Dinaldinho enfrenta quatro processos: no Tribunal de Justiça duas ações de execução de suspeição impetradas pelo INSS, acusam ele de agir como perito judicial em ações cujos beneficiados eram pacientes, em que tentou, supostamente, burlar as regras da Previdência Social. No Judiciário Estadual, possui um processo movido pelo Banco do Brasil por ter contraído um empréstimo no valor de R$ 132.520,04 e não ter pago a dívida à instituição financeira. Por último, na Justiça Federal, tramita uma ação na 14ª Vara, referente a uma execução fiscal movida pela Procuradoria da Fazenda Nacional por ausência de pagamento de imposto de renda e multas por declarações irregulares.